# S vremena na vreme
S vremena na vreme je jugoslovenska i srpska rok grupa iz Beograda.

## Karijera
Članovi grupe S vremena na vreme su jedni od utemeljivača i predvodnika beogradske akustičarske scene. Osnovali su je 1972. godine Miomir Đukić (gitara i vokal), Vojislav Đukić, Asim Sarvan i Ljubomir Ninković. Oni su se neformalno okupljali da bi s vremena na vreme snimali pesme za potrebe programa Radio Beograda. Bili su pioniri u uvođenju tradicionalnih narodnih elemenata u rok muziku, koristeći stare instrumente kao što je šargija. Njihova se muzika odlikuje kombinacijom akustičnog i električnog sa pratećim zvukovima flaute, orgulja i tradicionalnih mandolina uz sklad vokala u kojima se oseća uticaj Simon and Garfunkel-a (Sajmon i Garfankl). Bubnjar Nikola Jager postao je više-manje redovni član benda od njihovog debitantskog albuma. Grupa je izdala ukupno tri studijska albuma, prvi 1975. godine koji se zvao „S vremena na vreme“, a potom „Paviljon G“ 1979. Od 1981. godine su prestali sa radom.
S vremena na vreme biva obnovljena 1993. godine kada održava povratnički koncert u Sava centru u Beogradu. Sredinom 1995. godine izlazi njihov album „Posle kraja“. Snimak koncerta Unplugged koji je održan u novosadskom Studiju M izašao je dve godine kasnije. Bend je ponovo napravio pauzu 2000. godine.
Asim Sarvan, Miomir Đukić, Ljubomir Ninković i Vojislav Đukić 2013. godine su se ponovo okupili i održali koncert na Kolarcu. Nastupili su početkom decembra 2016. godine u Knjaževsko-srpskom teatru u Kragujevcu. Mnoge pesme koje su napravili bile su u samom vrhu top lista u Jugoslaviji.

## Diskografija

### Albumi
- S vremena na vreme (1975)
- Paviljon G (1979)
- Posle kraja (1995)

### Uživo albumi
- Unplugged (1997)

### Kompilacije
- Moj svet (1978)
- Vreme ispred nas (1993)

### Singlovi
- Sunčana strana ulice / Ponekad (1973)
- Čudno drvo / Odisej (1973)
- Povratna karta / Đački rastanak (1974)
- Jana / Tavna noć (1974)
- Kao vreme ispred nas / Kad budem stariji (1974)
- / Tema za šargiju (1975)
- Put putuje karavan / Priča sa istočne strane (1977)
- Moj svet / Saveti dobroj kuci (1977)
- Učinila je pravu stvar / Spavaj (1978)

## Festivali
- Beogradsko proleće:
- Jana, '74
- Učinila je pravu stvar, '78
- S one strane duge, '92 (Ljubomir Ljuba Ninković)
- Omladina, Subotica:
- Teuta, ljubavi moja (Ljubomir Ljuba Ninković), '71, treće mesto
- Muzika je svirala (sa Jadrankom Stojaković), '74
- Hit parada:
- Muzika je sve, '76 (nastup sa Jadrankom Stojaković)
- Hit leta:
- Put putuje karavan, '77
- Opatija:
- A šta sad (Veče šansona i slobodnih formi), '79
- Boom pop festival, Ljubljana:
- Odisej, '74

## Spoljašnje veze
- S vremena na vreme